# Надприродний фільм жахів
Надприродний фільм жахів — жанр фільму, який поєднує в собі аспекти фільму жахів і фільму про надприродне. Надприродні явища в таких фільмах часто включають привидів і демонів, а багато надприродних фільмів жахів містять елементи релігії. Поширеними темами жанру є загробне життя, диявол і одержимість демонами. Не всі фільми жахів про надприродне зосереджені на релігії, і в них може бути «більш яскраве та жахливе насильство».

## Порівняння
Для таких фільмів та інших засобів масової інформації критики відрізняють надприродні жахи від психологічних жахів. Матіас Класен пише в «Чому спокушає жах»: «Надприродні жахи включають певне призупинення або порушення фізичного закону, зазвичай втілене або спричинене якимсь надприродним фактором, таким як дивовижний монстр чи привид… психологічний жах, з іншого боку. з боку, не передбачає порушення фізичного закону, але містить натуралістичні (хоча часто неправдоподібні) загрози та сценарії». Пол Міхан також відрізняє надприродні фільми жахів від психологічних жахів: «Загроза суспільному порядку походить від чогось надприродного чи аномального: будинку з привидами, прокляття або монстра, як-от вампіра чи перевертня».
Чарльз Деррі, який писав у «Темних снах 2.0», протиставляв надприродні жахи та псевдонаукові жахи як «два основні методи пояснення речей» в історіях жахів. Деррі писав: «До надприродної групи можна віднести всіх монстрів і жахів, які так чи інакше пов'язані з релігіями та ритуалами», виділяючи чаклунство, єгиптологію та реінкарнацію та зомбі. Аарон Смутс вважає жахи «жанром з двома основними підтипами, надприродним жахом і реалістичним жахом», і що вони «мають різні чари».

## Історія
Надприродні жахи стали домінуючими в 1920-х і на початку 1930-х років у фільмах німецького експресіонізму, Пол Міхан сказав, що цей стиль створив «кошмарний підземний світ надприродного страху». Цей жанр став більш комерційно популярним у 1930-х роках, коли студія Universal випустила фільми про універсальних монстрів, а дії фільмів «розгорталися в міфічній Трансільванії чи іншому східноєвропейському місці, у нереальному фантастичному світі, далекому від повсякденного». Міхан сказав: «Це дозволило перетворити створінь ночі, які населили ці фільми, на нешкідливі химери, які затишно влаштувалися в далекому минулому». На початку 1940-х років надприродні фільми жахів мали більш сучасний декор, але цей жанр був остаточно витіснений психологічними фільмами жахів. До кінця Другої світової війни жанр надприродних жахів «зазнав загибелі», будучи затьмареним жорстокістю війни. До 1950-х років науково-фантастичні фільми жахів замінили надприродні фільми жахів, і психологічні фільми жахів також стали більш популярними в тому ж десятилітті, остаточно затьмаривши надприродні жахи. Кілька надприродних фільмів жахів, знятих у 1950-х роках, часто відбувалися в будинках з привидами, що є продовженням фільмів про будинки з привидами, поширених у 1940-х роках.
У 1960-х роках такі фільми жахів, як «Невинні» (1961), «Привиди» (1963) і «Дитина Розмарі» (1968), використовували надприродні елементи, але не розповідали про паранормальні явища. Інші фільми жахів використовували надприродні теми для кодування елементів, які цензурувалися Кодексом виробництва кінофільмів (або Кодексом Хейс). У The Haunting була головна героїня, зацікавлена в іншій жінці, і вона була дивним закодованим персонажем. Такі персонажі були звичайною справою в історії фільмів жахів про надприродне. Сью Метісон написала про «Дитину Розмарі»: «[Це] популяризувало зображення чаклунства, демонічної діяльності та Диявола на екрані та породило хвилю надприродних фільмів жахів». До 1970-х років фільми «Екзорцист» (1973) і «Омен» (1976) відродили жанр надприродних жахів. Література використовувалася як вихідний матеріал, як і у перших фільмах, з письмовими творами Стівена Кінга, адаптованими до «Керрі» (1976) та «Сяйва» (1980). Фільм «Полтергейст» (1982) також був яскравим жанром 1980-х років.

## Використання музики
Джо Томпкінс писав, що після 1950-х років у багатьох «готичних і надприродних фільмах жахів використовується дисонанс, атональність і незвичайні конфігурації інструментів для позначення всіх видів аномальної, паранормальної діяльності». Він писав, що «Чорна неділя» (1960) і «Привиди» (1963) «використовують атональні кластери, які працюють у різкому контрасті з тональною музикою і таким чином забезпечують антагоністичні символи для надприродного зла і добра (відповідно)». Він також підкреслив, що «Жах Амітивіля» (1979) і «Полтергейст» (1982) «використовують різні тематичні матеріали, починаючи від тихих колискових пісень до атональних спалахів».
За словами Джанет К. Халф'ярд, надприродні комедійні фільми жахів використовують різні стратегії для використання музики, щоб «одночасно віднести фільм до жанру жахів або принаймні близько до нього, водночас заохочуючи глядачів сміятися, а не кричати».